# Hedy Löffler
Hedy Löffler-Weisselberger (n. decembrie 1911, Timișoara, Austro-Ungaria – d. decembrie 2007, Israel) a fost o fotografă din România.
În 1956 a fost unul din membrii fondatori ai Asociației Artiștilor Fotografi din România, unde a fost aleasă membră a Comitetului de conducere, și șefă a Comisiei de expoziții.
Pe lângă numeroasele albume fotografice reprezentând orașe din țară și din Europa sau aspecte din viață (Copii, Copii), o foarte mare contribuție a avut-o la realizarea vederilor poștale cu peisaje alese, litoralul Mării Negre, mânăstiri sau alte edificii reprezentative, dar și coperți de discuri sau chiar fotodiscuri.

## Lucrări
- Brașov, Ed. Meridiane, București, 1962
- Vatra Dornei, Slănic Moldova, Ed. Meridiane, București, 1967
- Copii, Copii, Editura Meridiane, Bucuresti, 1968
- Budapesta, Ed. Meridiane, București, 1970
- Țara Bârsei, Ed. Meridiane, București, 1971
- Neapole, Ed. Meridiane, București, 1973
- Litoralul românesc, Editura Sport-Turism, București, 1975
- Sighișoara, Ed. Sport-Turism, București, 1976
- Popasuri olandeze, Ed. Meridiane, București, 1976
- Belgia, Ed. Sport-Turism, București, 1977
- Polonia - instantanee fotografice, Ed. Sport-Turism, București, 1978
- Paris (Cuvînt înainte de Ioan Grigorescu), Editura Sport-Turism, București, 1980
- București (Cuvînt înainte de Ioan Grigorescu), București, Ed. Sport-Turism, 1984
- Grădinile Bucureștiului, Editura Sport-Turism, București, 1984
- Orașe din Republica Democrată Germană,  Ed. Sport-Turism, București, 1987

## Premii și onoruri
- Premiul internațional FIAP⁠(<span title="Fédération Internationale de l'Art Photographique|FIAP la Wikidata">d) „Hon”

## Legături externe
- Albume fotografice
- Lucrări în colecție privată